# Santa Inês (Paraná)
Santa Inês é um município brasileiro do estado do Paraná. Sua população, conforme estimativas do IBGE de 2018, era de 1 624 habitantes.

## Etimologia
O nome da cidade se deve à proximidade com o Ribeirão Santa Inês.

## História
Em 6 de janeiro de 1961, a Lei n.º 4.311 elevou o povoado de Santa Inês à condição de distrito administrativo-judiciário de Itaguajé. Dezenove dias depois, foi elevado à categoria de município, através da Lei Estadual n.º 4.338, desmembrando-se de Itaguajé.

## Infraestrutura

### Transporte
O município está servido apenas por uma rodovia, a PR-340, que liga o município a Itaguajé (sentido oeste) e a Santo Inácio (sentido leste).

## Turismo
Devido a sua localização, com o limite norte do município sendo o Rio Paranapanema, existe um conjunto de condomínios nas margens do mesmo, conhecidos como Marinas do Paranapanema.